# Тремпы

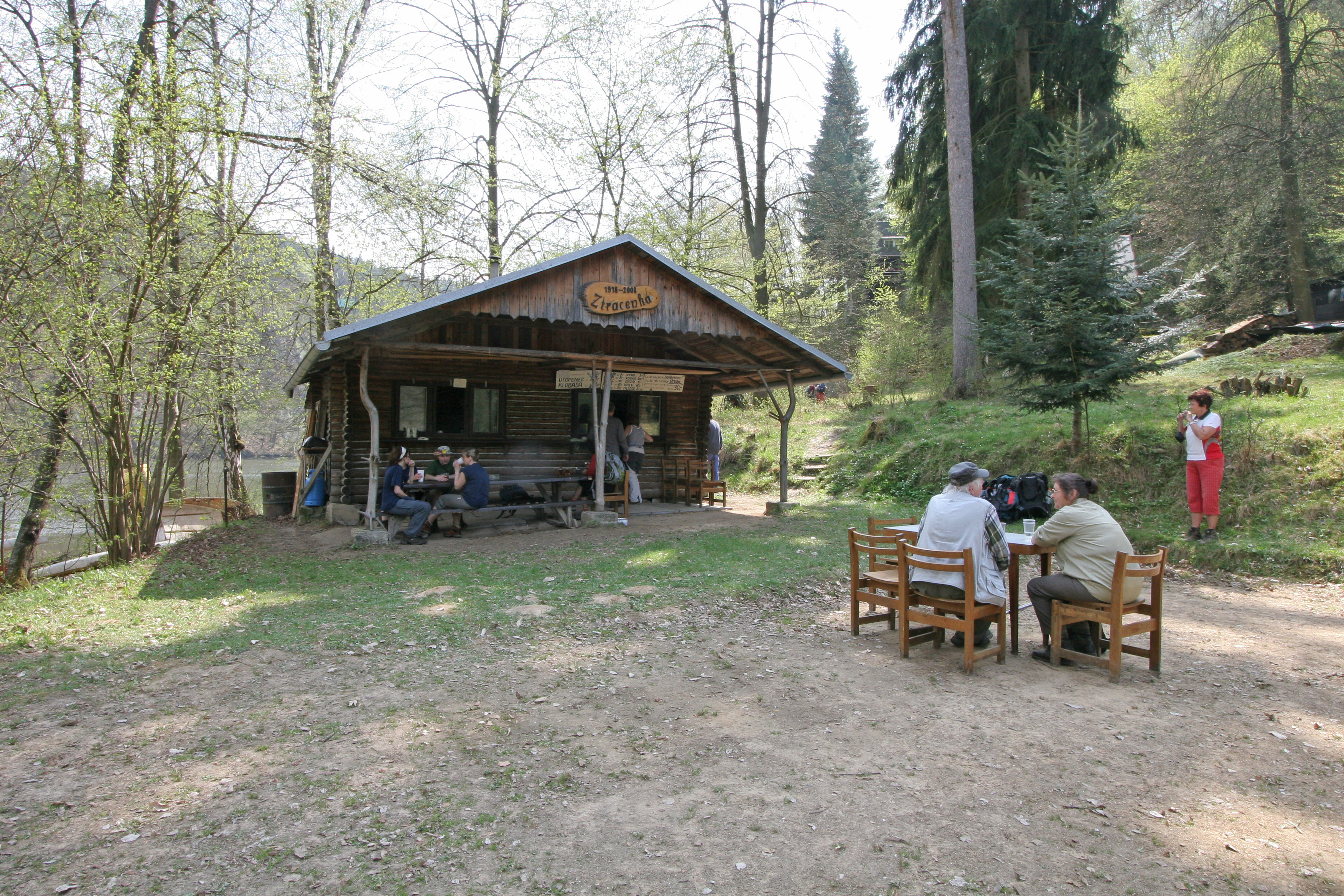
Тремпский посёлок Утраченная надежда

Тремпы (чеш. trampové) — социальная и культурная субкультура в Чехии и Словакии, появившаяся среди городского населения после Первой мировой войны. Для тремпов характерен неорганизованный туризм (длительные бесцельные походы), эстетика лесопроходцев и охотников Северной Америки и особое понимание морали и культуры, т. н. «вудкрафт» или знание леса.

## История
Деятельность тремпов («тремпинг») исходит из мирового скаутинга, который в начале XX века проник на территорию современной Чехии. На тогдашних скаутов и будущих тремпов существенно повлияли идеи Э. Сетона-Томпсона и им выдвинутая концепция морали — «вудкрафт», то есть умение ориентироваться или жить в лесу. Скаутинг стал ещё до Первой мировой войны довольно популярным движением среди молодёжи, но от официальных организаций скаутинга вскоре откололись одиночки, считавшие скаутинг с его строгой дисциплиной неподходящим для себя и ставшие т. н. «дикими скаутами». «Дикие скауты» позже, приблизительно в 1927 г., плавно трансформировались в тремпов. Именно тогда и вошло слово «тремп» в широкое употребление в чешском языке.
Тремпы отличались от обыкновенных туристов своей привычкой длительно бродить в дикой природе и любовью к эстетике американского запада, которую они видели в американском кинематографе, пользовавшимся в послевоенные годы в Чехословакии большой популярностью. Тремпы начали заниматься относительно неорганизованным «брожением»: они открывали тогда ещё не заселенные и не изведанные места недалеко от городских центров Чехословакии. Основными средствами для этого им служили реки (Влтава, Сазава, и др.): большинство тремпов занималось греблей на байдарках. Вдоль рек тремпы тогда основали первые лагеря — «кемпы», и вскоре появились и первые «посёлки» (osady): обычно своими руками построенные дачи в лесах. Эти тремпские посёлки вскоре получили большую известность (например, посёлки Утраченная надежда (Ztracená naděje), Новое Толедо (Nové Toledo) и др.) и стали центрами и главными целями поездок тремпов, где те проводили свободное время. В межвоенной Чехословакии тремпинг пользовался большой популярностью и находил своё отражение даже в официальной культуре.
Во время оккупации Чехословакии нацистской Германией нацисты тремпов рассматривали как слишком свободное и, следовательно, потенциально опасное движение. После Второй мировой войны социалистическая Чехословацкая республика относилась к тремпам примерно так же, как к ненужной и опасной группе. Тремпы были аполитичны и неорганизованны. Из-за этого они иногда подвергались репрессиям со стороны Службы Государственной безопасности. Но даже в это время тремпы продолжали строить свои посёлки и ездить на природу.
Тремпинг не ушёл в небытие даже после падения коммунизма в Чехословакии и существует как феномен и в наши дни.

## Стиль
Тремпов сначала вдохновляла эстетика американского запада. Это определило их стиль одежды: тремпы обычно носят военные формы старого образца (в последнее время часто с камуфляжем), высокие военные сапоги (берцы), шляпы в американском стиле и используют относительно примитивное снаряжение в стиле лесопроходцев, которые их вдохновили (ножи, котелки).
У тремпов возникло множество арготизмов и сленгизмов (например, чундр (čundr) — поездка на природу, падьоур (paďour) — городской человек, не соблюдающий вудкрафт, и др.).
Тремпы, как правило, зовут друг друга псевдонимами. Ими часто бывают американские имена: Джек, Боб, Сид, и т. п.

## Спорт
Среди способов проведения свободного времени в тремпских посёлках большей популярностью пользовался спорт. Самими популярными видами спорта были гребля на каноэ, волейбол, атлетика, бокс. Некоторые тремпы стали даже членами национальной сборной Чехословакии — например, в 1934 году двое тремпов, Рус и Феликс, победили в чемпионате по гребле на каноэ в датском Копенгагене.

## Музыка
Музыка является неотъемлемой частью тремпской эстетики. На «тремпскую песню» главным образом повлиял прежде всего американский свинг (раньше) и американское кантри (позже). Чешское кантри, эволюционировав, стало важной частью не только музыкального андерграунда в Чехословакии, но и её официальной музыкальной сцены. К самим ярким исполнителям «тремпской песни» и «чешского кантри» принадлежали, например, Сетлеры (Settleři), Greenhorns, Ваби Данек, Мики Рывола, Михал Тучный.

## Отражение в литературе
Феномен тремпинга послужил вдохновлением для некоторых чехословацких писателей, например, М. Шимека и Иржи Марека.